# Drapeau de Saba
Le drapeau de Saba (en néerlandais : vlag van Saba) a été adopté le 6 décembre 1985. 

## Description
Il se compose de deux triangles rouges, situés chacun aux deux coins supérieurs et de deux triangles bleus, situés chacun aux deux coins inférieurs du drapeau. Le losange central est blanc et porte une étoile à cinq branches jaune. 
Les couleurs rouge blanc et bleu symbolisent les liens avec les Pays-Bas, le rouge symbolise aussi l'unité, le courage et la détermination, le blanc symbolise la paix et la liberté et le bleu symbolise la mer.
L'étoile symbolise l'île, de couleur jaune pour la richesse et l'espoir en un avenir meilleur.

## Histoire
Colonie du royaume uni des Pays-Bas en 1817, l'île de Saba est intégré en 1954 dans les Antilles néerlandaises, lorsque cet État est créé pour remplacer les colonies néerlandaises. Le drapeau en usage est alors celui des Pays-Bas. En 1983, les trois îles de Bonaire, Saba et Saint-Eustache sont créées en territoire au sein des Antilles néerlandaises et Saba crée un comité pour se doter d'armoiries, d'un drapeau et d'un hymne. 130 projet de drapeaux ont été soumis à ce comité qui en a d'abord sélectionné trois, puis a choisi le 6 décembre 1985 celui d'Edmond Johnson, un jeune de 18 ans.